# 田辺城 (紀伊国)
田辺城（たなべじょう）は、和歌山県田辺市にあった日本の城。別名は錦水城（きんすいじょう）、湊村城、湊城など。現在の田辺市街の西南端に位置し、会津川の河口左岸と海に隣接していた。遺構として石垣と水門が残る。水門は田辺市指定史跡。

## 歴史
田辺には湯河氏時代の泊城、杉若氏時代の上野山城、浅野氏時代の洲崎城があったが、1605年（慶長10年）に洲崎城が波浪によって破壊されたことを受けて、1606年（慶長11年）に浅野幸長の家老・浅野知近によって築かれた。1615年（元和元年）の一国一城令の後は改築して陣屋とされ、1619年（元和5年）までは氏重が城主であった。当時から城郭は整備されていたと考えられるが、『田辺町大帳』によると、同年に紀州徳川家が転封されて付家老の安藤直次が3万石を受領して田辺に入城した際には城がなく、旧家を宿としたともいう。これは前記の改築が続いていたためともされる。以降は明治時代まで安藤氏が城主を務め、与力・同心の給禄を合せて3万8,800石の規模であった。
1791年（寛政3年）に大島樫野浦（現・東牟婁郡串本町、紀伊大島樫野埼）にアメリカ船が来航してから沿岸警備はより厳重になり、田辺城でも大規模な改修が行われた。『田辺沿革小史記事本末』には、1831年（天保2年）の改修で、それまで竹垣で囲っていた塁上の柴垣に壁を設けて銃眼を穿った、記録がある。1863年（文久3年）には外国船からの攻撃を恐れて下万呂（現・田辺市下万呂）に城の移築を決め、年末には工事に着手したが、翌年に工事延期を通達したまま取り止めになっている。1868年（慶応4年）に16代目の安藤直裕は紀伊田辺藩として独立し、翌1869年（明治2年）には同心60名をその給禄とともに紀州藩に還付している。1871年（明治4年）の廃藩置県と同時に城は払下げられ、城郭は破却された。城跡には多くの民家が建てられ、錦水町（現在は上屋敷）という地名になっている。そのため、現在は一部の石垣と水門が残るだけである。

## 構造
1869年（明治2年）の田辺城図や『田辺要史』によれば、本丸には平屋造の表御殿、奥御殿、対面所など数十棟があった。二の丸には家老や用人、留役、奉行などの詰所などがある。南側の二の丸との間に土蔵があり、城門は東向きの長さ八間の楼門で、裏門が二の丸側に、水門は会津川側にあった。

## 城下町
城が出来た当初は、本町・袋町・紺屋町・舟町・長町・江川のみであったとされているが、中辺路・大辺路の玄関口（口熊野）であった為交通も増え、東向きに町が増えていった(新町)。町が増えた結果、熊野古道で迷う人が居る為、道標や道分け石が置かれた（本町・北新町に残る）。
周辺には色々な町が形成されて町名も付いた（網屋町、吹屋町、土場町、海蔵寺町、本正寺町、七軒町、追込町、代官町、堀丁）が、現在も住所に町名が残る町は田辺祭で笠鉾を出す町のみである。
- 本町：田辺城が出来た際、初めて町割された町。田辺の町の中心となり、明治維新後、田辺県が置かれた際も役場などが建てられた。
- 袋町：現在の福路町(読みは同じ)。町の形状が袋状になっており敵が攻めてきた際、逃げれない事からこの名が付いたとされる。多くの魚屋が集まった。現在もかまぼこ屋が残る。
- 紺屋町：染め物屋(紺屋)が集まった事からの町名。
- 舟町：慶長18年の史料以降見えない事から、後の現在の片町と思われる。

和歌山県道210号線沿いには田辺城の外堀があり、筋の片側のみ町になった(向かいの城側は現在、上屋敷1丁目であるが、会津川付近は片町)。
- 下長町：元の長町、現在の栄町。1870年（明治3年）に上長町と合併。
- 上長町：元の長町、現在の栄町。1870年（明治3年）に下長町と合併。
- 北新町：栄町より北へ伸びた町。
- 南新町：北新町より南へ伸びた町。現在の宮路通りも明治3年までは南新町だった(現在は下屋敷町)。
- 江川浦：唯一の漁師町である。田辺城が出来るより前の上野山城・洲崎城の城下町。対岸へ田辺城ができてからも江川は城下町とされた。

## 所在地
- 〒646-0036
  - 和歌山県田辺市上屋敷1丁目

## アクセス
- 西日本旅客鉄道（JR西日本）紀勢本線（きのくに線）紀伊田辺駅下車、徒歩15分